# Васкелово (станция)
Ва́скелово — железнодорожная станция Приозерского направления Октябрьской железной дороги, в одноимённой деревне Всеволожского района Ленинградской области. Расположена в 51 километре от Санкт-Петербурга, между платформами 47 км и 54 км.

## История
ВАСКЕЛОВО — ж.-д. станция в Троицемякском сельсовете Куйвозовской волости, 2 хозяйства, 2 души м. п., все русские. (1926 год)

Постановлением Совета Министров РСФСР  № 624 от 4 декабря 1974 года расположенный в 6 км юго-западнее станции Васкелово мемориал в память обороны Ленинграда в 1941—1944 гг. «Зелёный пояс Славы» — «Лемболовская твердыня» признан памятником истории.
Решением облисполкома № 189 от 16 мая 1988 года, находящаяся в 4 км западнее станции Васкелово братская могила партийных и советских работников, погибших от рук белогвардейцев, и находящееся в 7 км юго-западнее станции Васкелово братское кладбище, где похоронены воины-пограничники, партийные и советские работники, погибшие от рук белогвардейцев, и советские воины, погибшие в советско-финляндскую и Великую Отечественную войны, признаны памятниками истории.

## Описание
Станция располагает четырьмя путями, два из которых — боковые, и два — главные, между ними расположена островная платформа. Кроме неё, между главными путями севернее платформы имеется пара тупиков для отстоя электропоездов. Из южной горловины станции на запад отходит подъездной путь. На подходе к станции со стороны Санкт-Петербурга пути проходят по мосту через разлив реки Грузинка.
На станции останавливаются все электропоезда, кроме электропоездов повышенной комфортности. Для части электропоездов, следующих из Санкт-Петербурга или из Девяткино, станция является конечной. На станции имеется билетная касса.

## Фотогалерея

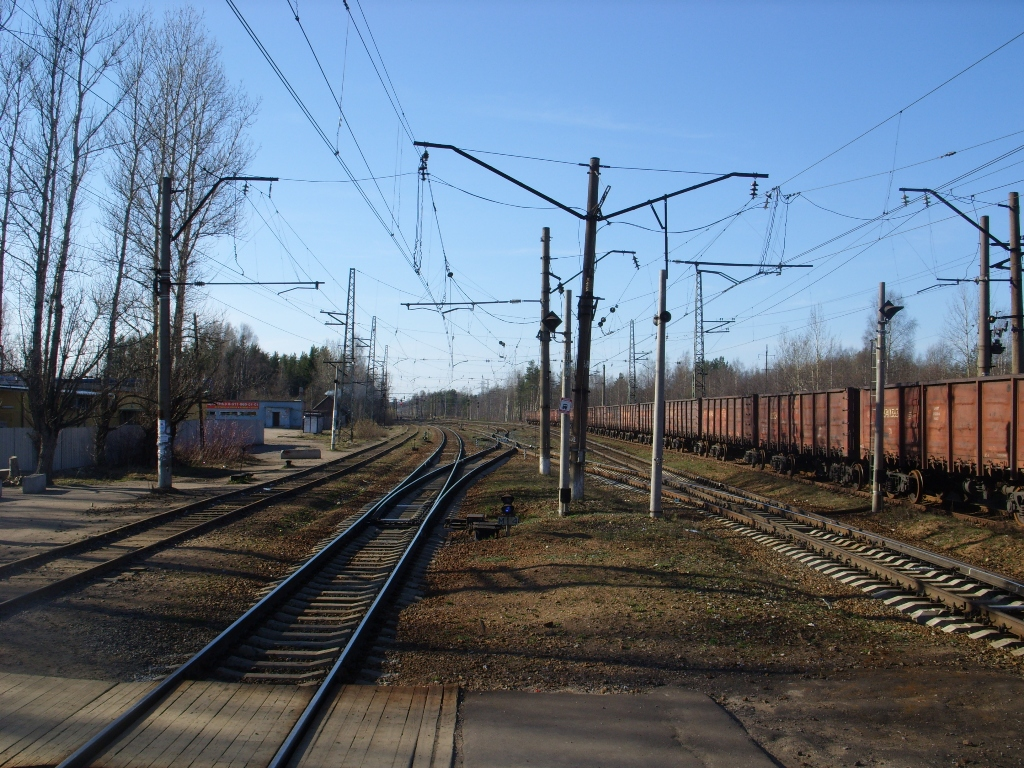
Путевое развитие станции Васкелово, вид на север
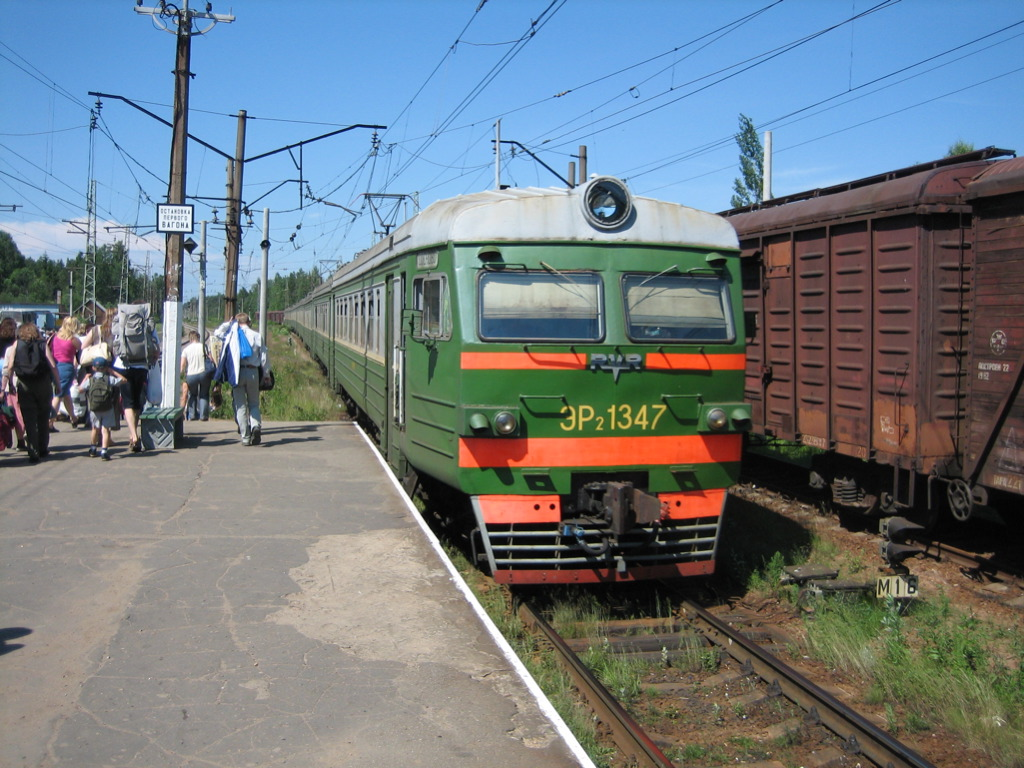
Электропоезд на станции Васкелово, вид на север
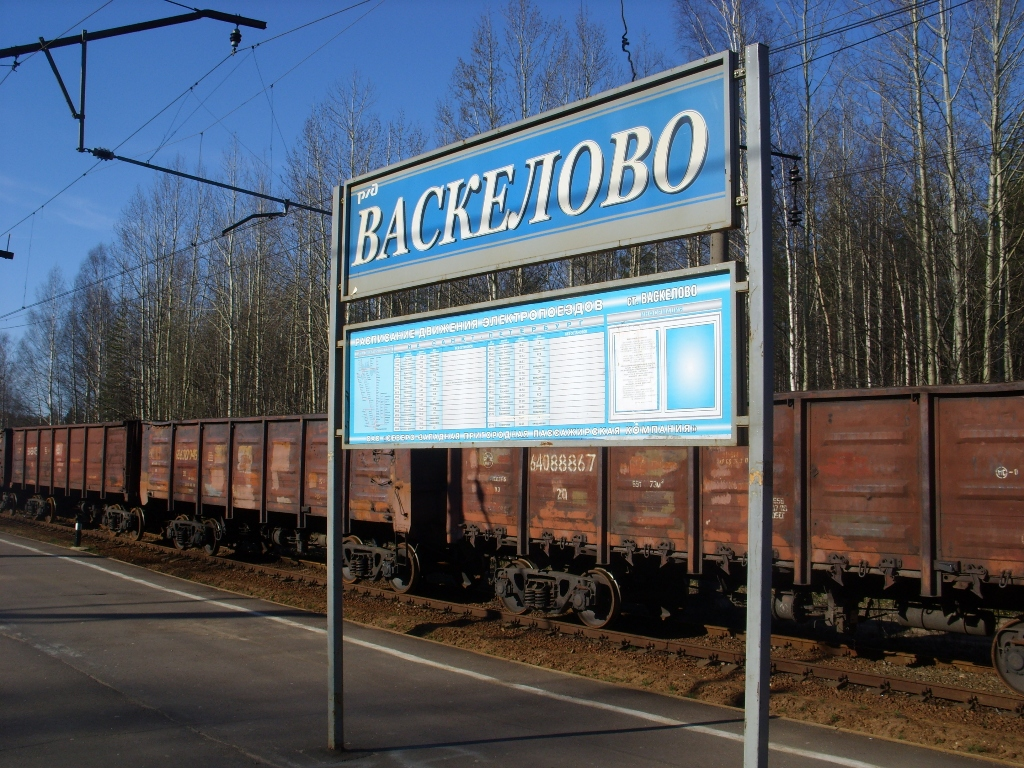
Новый указатель с названием станции
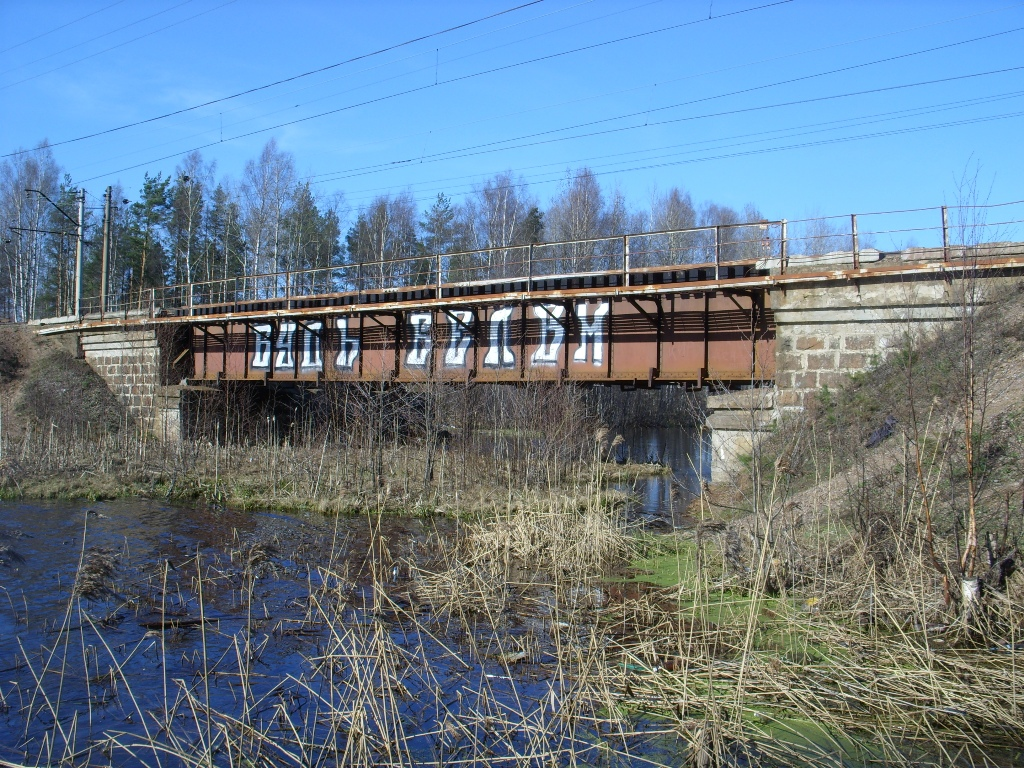
Мост через разлив реки Грузинка, по которому проходит путь на Санкт-Петербург
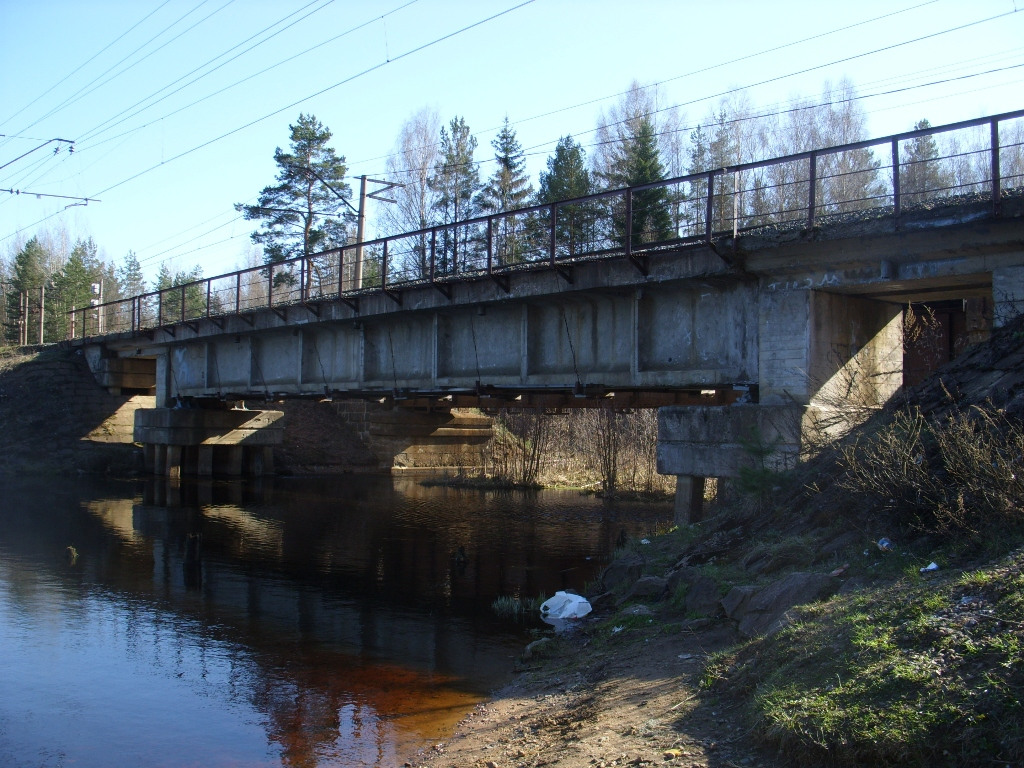
Мост через разлив реки Грузинка, по которому проходит путь на Приозерск
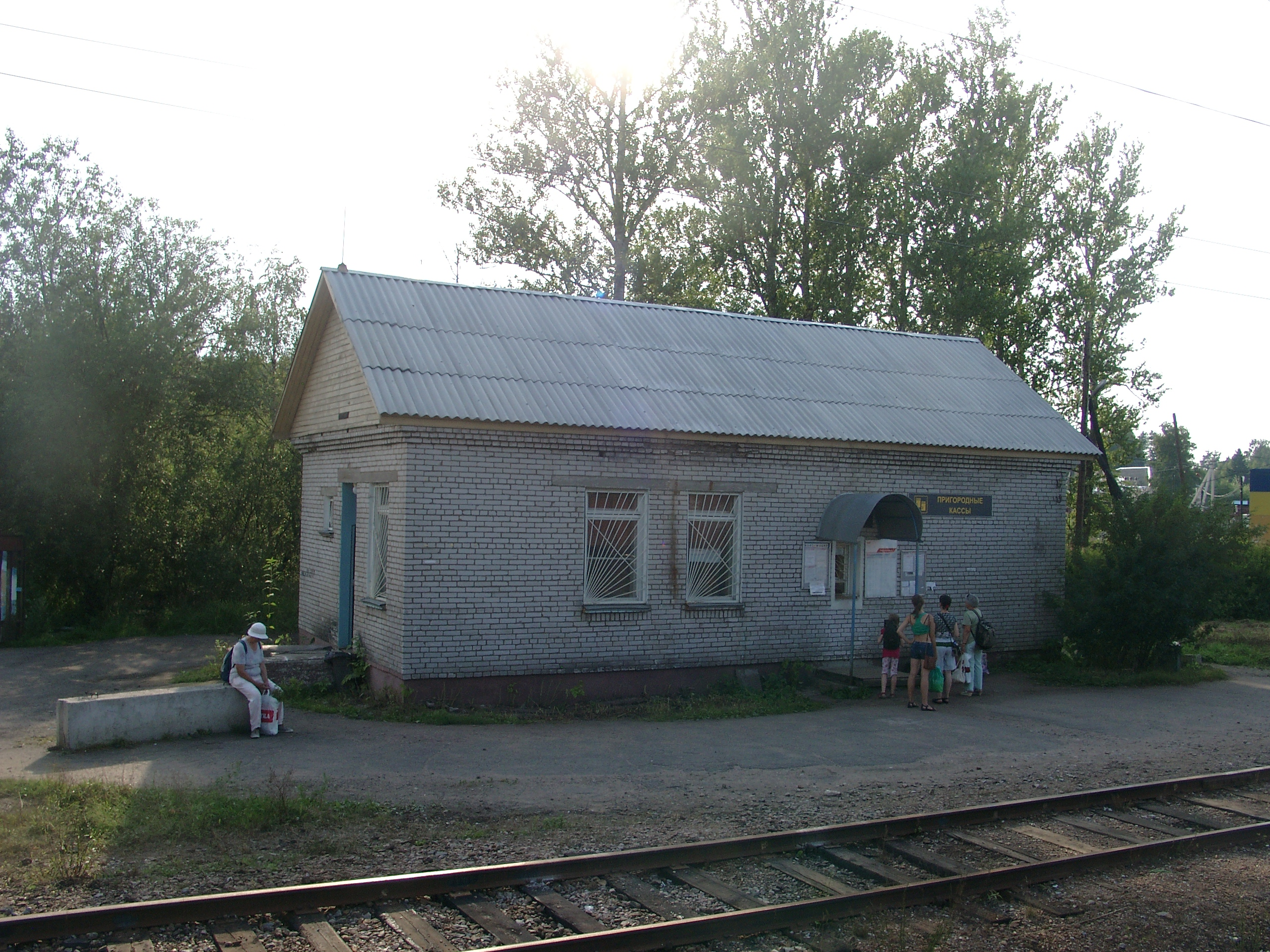
Кассы и зал ожидания
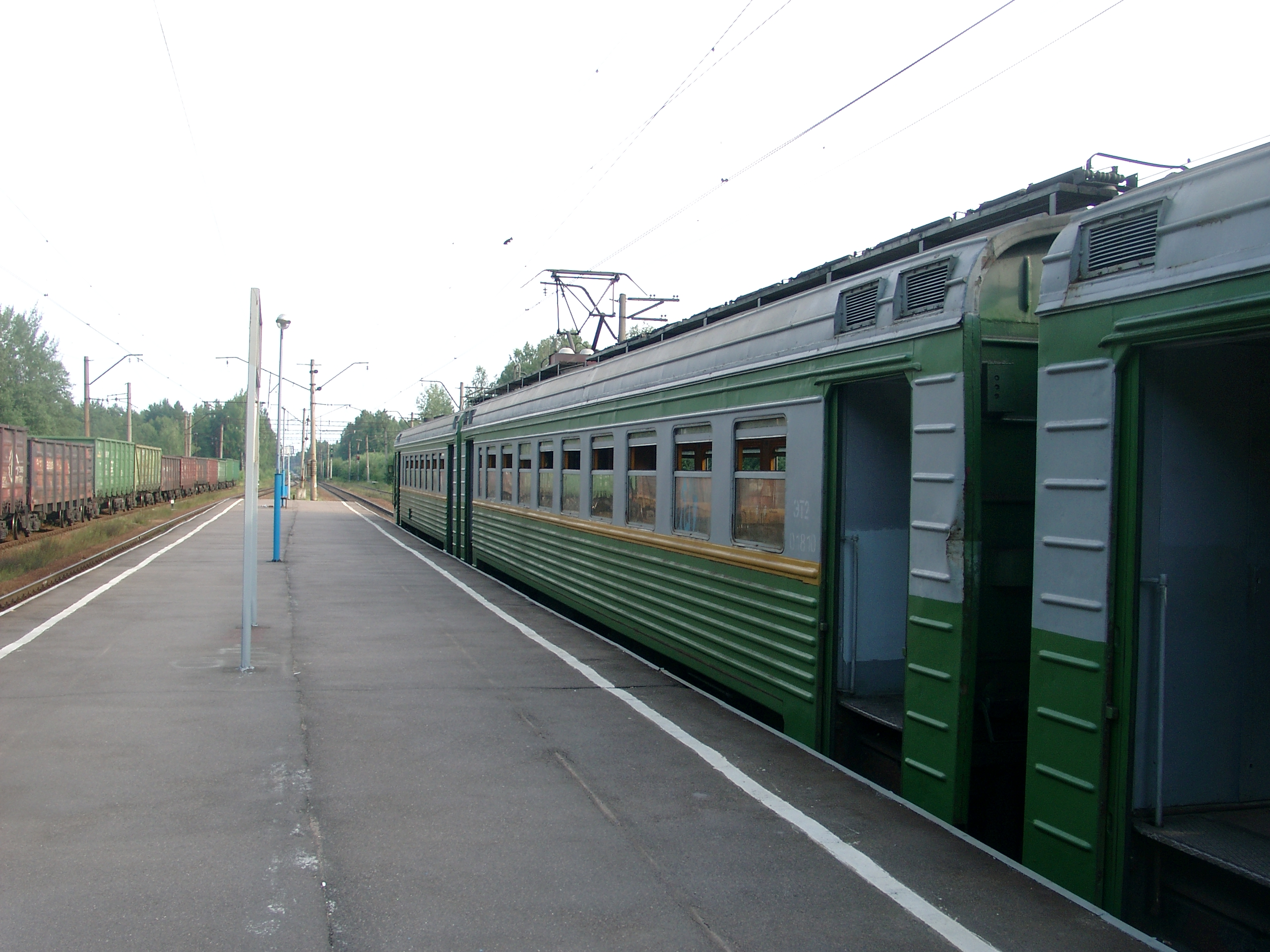
Вид на юг. Электропоезд на Санкт-Петербург перед отправлением